# Jakobskirche (Repsch)

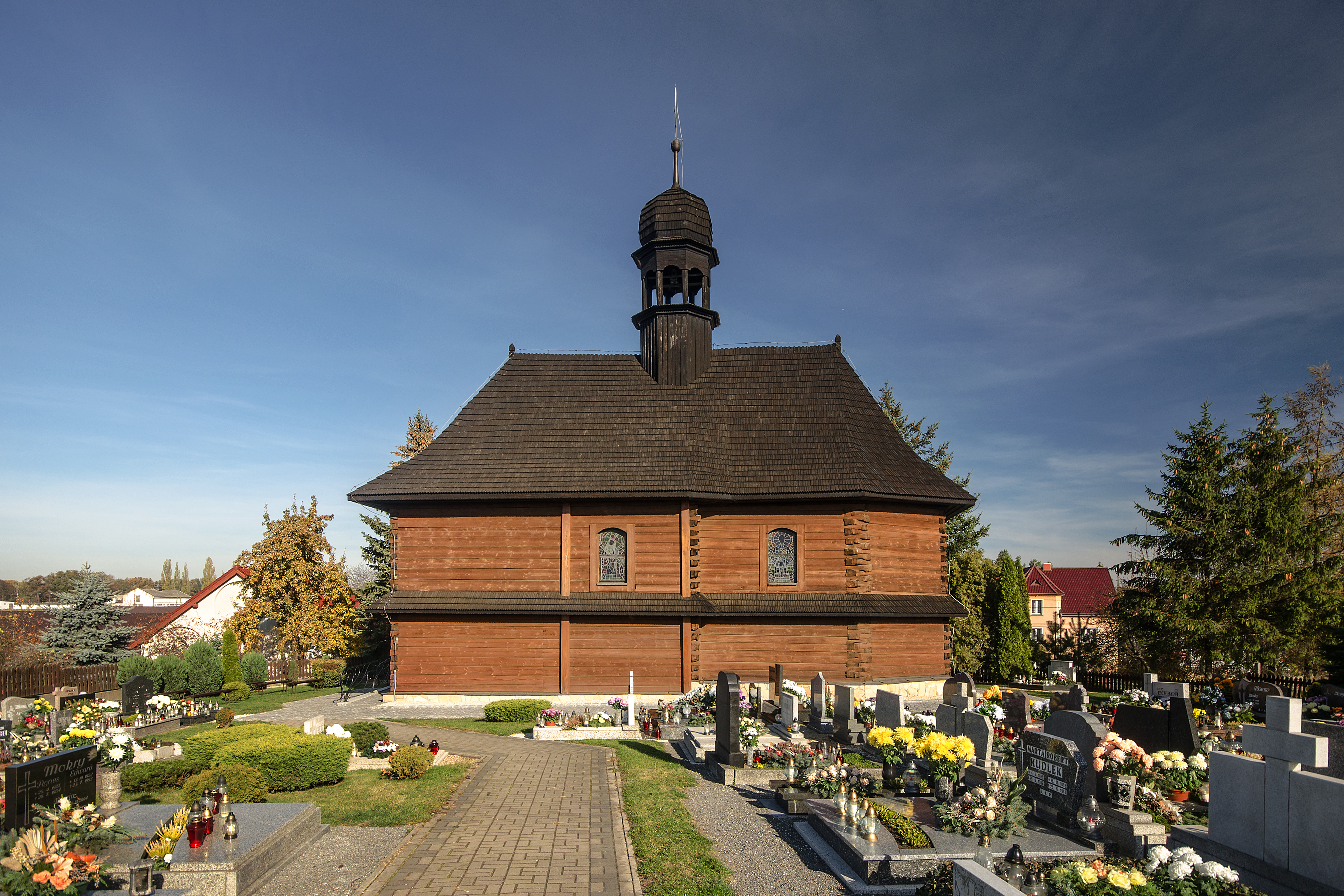
Südseite der Kirche

Die Jakobskirche (polnisch Kościół św. Jakuba Starszego) ist eine römisch-katholische Schrotholzkirche in der schlesischen Ortschaft Repsch (Rzepcze) in der Woiwodschaft Opole. Die Kirche ist eine Filiale der Pfarrei Mariä Geburt (Parafia Narodzenia Najświętszej Maryi Panny) in Kerpen.

## Geschichte

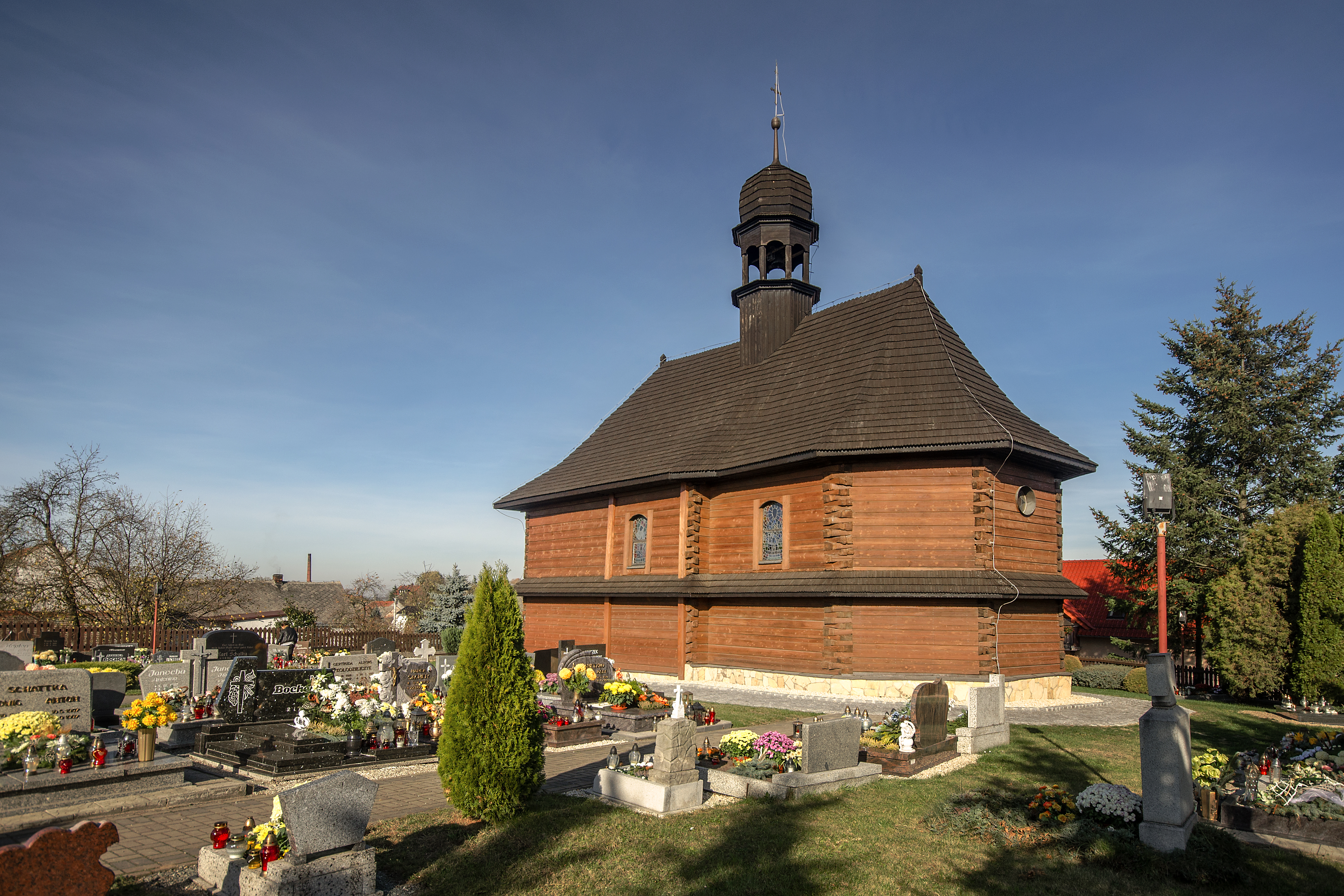
Ostansicht mit Chor

1447 wird die Jakobskirche erstmals urkundlich erwähnt. Die heutige Schrotholzkirche wurde 1751 errichtet. 
Der Kirchenbau steht seit 1951 unter Denkmalschutz. 2009 wurde das Schindeldach erneuert.

## Architektur und Ausstattung
Der hölzerne Kirchenbau besitzt ein Langhaus auf einem rechteckigen Grundriss. Die geostete Kirche besitzt einen dreiseitig geschlossenen Chor. Das Dach ist mit Schindeln bedeckt und besitzt einen Dachreiter mit einer kugelförmigen Haube. 
Der Innenraum schließt mit einer Flachdecke ab. Hier befindet sich der im barocken Stil errichtete Hauptaltar mit einem Gemälde des Heiligen Jakobus des Älteren. Der Altar sowie das Gemälde entstanden in der zweiten Hälfte des 18. Jahrhunderts. Die Holzkanzel stammt aus dem 17. Jahrhundert und besitzt ein Brüstungsrelief mit Abbildungen von Jesus Christus und den Hl. Augustin, Gregor und Hieronymus. Im Innenraum hängt ein Gemälde der Bergpredigt, gefertigt von G. Heuss im 18. Jahrhundert. Der Orgelchor steht auf vier Pfeilern. 